# منطقة باخموت
منطقة باخموت أو بخموت (بالأوكرانية: Бахмутський район) و (بالروسية: Бахмутский район) وتكتب بالحروف اللاتينية (باللاتينية: Bakhmutskyi raion) هي منطقة تقع في الجزء الشمالي الشرقي من مقاطعة دونتسيك في شرق أوكرانيا. مركزها الإداري هو بَخموت. تبلغ مساحتها 1،687 كم2 (651 ميل مربع) ، ويبلغ عدد سكانها حوالي 220،275 حسب تقديرات 2022.
أنئأت عام 1923 وكانت تُعرف باسم منطقة أرتيموفسك من عام 1924 إلى عام 2016 حيث سمُيت على شرف الشخصية السوفيتية الرفيق أرتيوم [الإنجليزية]. في 4 فبراير 2016 أقر البرلمان الأوكراني إعادة تسمية المنطقة إلى بَخموت في ظل ما أسماها اجتثاث الشيوعية في أوكرانيا.
في 18 يوليو 2020 خُفض عدد المناطق في مقاطعة دونتيسيك دونتسيك إلى ثمانية منها خمس فقط كانت تحت سيطرة الحكومة، ووسعت منطقة بَخموت كثيرًا، وكان ذلك جزء من الإصلاح الإداري لأوكرانيا. قُدر عدد سكان المنطقة في يناير 2020 بنحو 105،040.
يوجد داخل بَخموت ريون ست مدن (بَخموت ، تشاسيف يار، سيفرسك، سوليدار، سفيتلودارسك [الإنجليزية]، وفولهيرسك) وثماني مستوطنات حضرية.
المدينة هي موقع معركة مستمرة وهي معركة بَخموت ضمن من الحرب الروسية الأوكرانية.

## التركيبة السكانية
بحسب احصاءات 2001 فإن التركيبة السكانية في المنطقة:
- أوكرانيون 78.7%
- روس 18.4%
- بيلاروس 0.7%
- ترك 0.6%
- أرمن 0.2%